# Líkovo
Líkovo (en rus: Лыково) és un poble de l'óblast de Vladímir, a Rússia, segons el cens del 2010 tenia 125 habitants. Pertany al districte municipal de Iúriev-Polski.